# Ischnosiphon
Genre
Synonymes
- Pleiostachya K. Schum.[2]

Ischnosiphon est un genre de plantes monocotylédones herbacées néotropicale appartenant à la famille des Marantaceae. Ce genre comprend aujourd'hui 36 espèces.

## Liste d'espèces
Selon The Plant List (16/11/2021) :

### Espèces valides
- Ischnosiphon annulatus Loes.
- Ischnosiphon arouma (Aubl.) Körn. - arouman rouge
- Ischnosiphon bahiensis L.Andersson
- Ischnosiphon cannoideus L.Andersson
- Ischnosiphon caudatus L.Andersson
- Ischnosiphon centricifolius L.Andersson
- Ischnosiphon cerotus Loes.
- Ischnosiphon colombianus L.Andersson
- Ischnosiphon crassispicus L.Andersson
- Ischnosiphon elegans Standl.
- Ischnosiphon enigmaticus L.Andersson
- Ischnosiphon flagellatus Gleason
- Ischnosiphon foliosus Gleason
- Ischnosiphon fusiformis L.Andersson
- Ischnosiphon gracilis (Rudge) Körn.
- Ischnosiphon grandibracteatus Loes.
- Ischnosiphon heleniae L.Andersson
- Ischnosiphon hirsutus Petersen
- Ischnosiphon idrobonis L.Andersson
- Ischnosiphon inflatus L.Andersson
- Ischnosiphon killipii J.F.Macbr.
- Ischnosiphon lasiocoleus K.Schum. ex Loes.
- Ischnosiphon leucophaeus (Poepp. & Endl.) Körn.
- Ischnosiphon longiflorus K.Schum.
- Ischnosiphon macarenae L.Andersson
- Ischnosiphon martianus Eichler ex Petersen
- Ischnosiphon obliquus (Rudge) Körn. - arouman blanc
- Ischnosiphon ovatus Körn.
- Ischnosiphon parvifolius L.Andersson
- Ischnosiphon paryrizinho L.Andersson
- Ischnosiphon petiolatus (Rudge) L.Andersson
- Ischnosiphon polyphyllus (Poepp. & Endl.) Körn.
- Ischnosiphon puberulus Loes.
- Ischnosiphon rotundifolius (Poepp. & Endl.) Körn.
- Ischnosiphon surumuensis Loes.
- Ischnosiphon ursinus L.Andersson

### Noms non résolus
- Ischnosiphon duckei Huber
- Ischnosiphon longiflorus Schum.
- Ischnosiphon rhizanthus H. Kenn.
- Ischnosiphon smaragdinum Eichler